# Estatuto de los Trabajadores (Inglaterra)
El Estatuto de los Trabajadores (en inglés Statute of Labourers) fue una ley aprobada por el Parlamento de Inglaterra bajo el rey Eduardo III en 1351 como respuesta a la escasez de trabajo. Fue introducido por John Halles.
La peste negra, que segó las vidas de un tercio de la población de Europa, en su mayoría campesinos, causó un notable descenso en la mano de obra disponible. Los terratenientes se encontraron repentinamente con un fuerte aumento de la competición en busca de trabajadores, quienes disponían de un mayor poder de negociación  y reclamaron consiguientemente mayores salarios. El aumento de los costes laborales dio lugar a una inflación generalizada. Las clases altas lamentaron el cambio repentino en las relaciones de poder económico. En un intento por controlar los costes laborales y los niveles de precios, Eduardo III aprobó la Ordenanza de los Trabajadores en 1349. El Parlamento trató de reforzar la Ordenanza con el Estatuto de los Trabajadores.
El estatuto estableció un salario máximo para los trabajadores proporcional al que se pagaba antes de la peste negra, concretamente, en el año 1346. Sin embargo, estos cambios no tuvieron en cuenta las cambiantes condiciones económicas durante la peste negra; además de ello, el periodo del que se tomaron los niveles salariales fue uno de depresión económica en Inglaterra debido a la Guerra de los Cien Años. Por ello, se establecieron unos salarios aún menores para ajustarse a los vigentes durante esta depresión. El estatuto también estableció la obligación de que todo hombre y mujer que pudiese trabajar lo hiciera, e impuso fuertes penas a los ociosos. En la práctica, el estatuto se aplicó poco y no tuvo éxito, pero estableció un precedente al distinguir entre quienes eran capaces de trabajar y quienes no lo eran por cualquier motivo.[cita requerida] Esta distinción volvió a emerger en otras leyes posteriores que regulaban la pobreza.
El descontento que causaron la ordenanza y el estatuto entre los trabajadores, quienes demandaban mayores salarios y mejores condiciones de vida, fue uno de los factores que desencadenaron la revuelta de los campesinos en 1381.[cita requerida] Hubo procesos similares a lo largo y ancho de toda Europa que también dieron lugar a revueltas populares.[cita requerida]